# Proton AG
Proton AG is een Zwitsers bedrijf dat is gevestigd in het kanton Genève. Het bedrijf werd in 2014 opgericht door een groep wetenschappers en richt zich specifiek op privacy-gerelateerde diensten.

## Diensten
De diensten die het bedrijf anno 2025 aanbiedt zijn:
- Proton Mail, een versleutelde e-maildienst
- Proton VPN, een VPN-client
- Proton Calendar, een online agenda
- Proton Drive, een cloudopslagdienst
- Proton Pass, een wachtwoordbeheerder
- Proton Wallet, een crypto wallet

## Geschiedenis
De bètaversie van Proton Mail werd op 16 mei 2014 gelanceerd door een groep wetenschappers die elkaar bij CERN ontmoetten. Het bedrijf was oorspronkelijk gefinancierd door een crowdfunding-campagne en werd in juli 2014 gevestigd als Proton Technologies AG, wat later verkort werd tot Proton AG.
In juni 2017 lanceerde het bedrijf Proton VPN, als tweede product.
In april 2022 nam Proton de Franse start-up SimpleLogin over.

## Datacentra

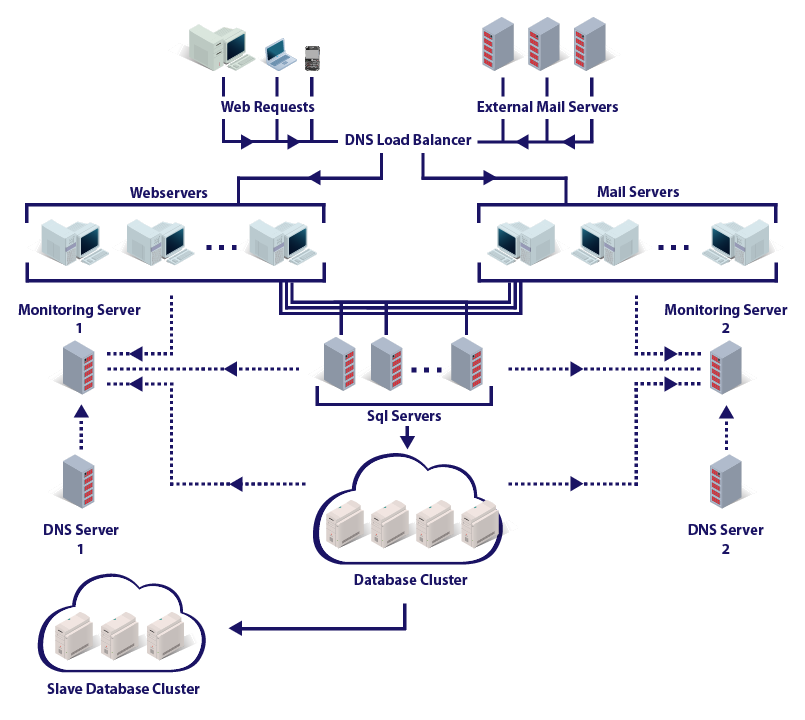
Ontwerp van een ProtonMail datacentrum.

De servers zijn gevestigd op twee locaties in Zwitserland, buiten jurisdictie van de Verenigde Staten en de Europese Unie.
Proton AG heeft eigen servers en een netwerk, zodat het bedrijf niet afhankelijk is van een derde partij. Het bedrijf heeft een datacentrum in Lausanne en Attinghausen, in een voormalige militaire bunker die onder een laag van 1.000 meter graniet ligt. Aangezien deze servers in Zwitserland staan, vallen deze legaal gezien buiten de jurisdictie van de Verenigde Staten en de Europese Unie. Volgens Zwitserse wetgeving moeten toegangsverzoeken valide zijn onder internationale verdragen en worden goedgekeurd door een Zwitserse rechtbank. Aanstaande surveillancedoelen worden op de hoogte gesteld en hebben de mogelijkheid om tegen het verzoek in beroep te gaan bij de rechtbank.
Elk datacentrum van het bedrijf balanceert verzoeken voor de website, e-mail en SQL-servers. Daarnaast zijn opslagmedia volledig versleuteld en wordt er alleen gebruikgemaakt van Linux als besturingssysteem en opensourcetoepassingen. In december 2014 werd ProtonMail onderdeel van RIPE NCC om meer controle te hebben over de nabije internet-infrastructuur.

## Financiering
Proton was oorspronkelijk gefinancierd door crowdfunding, en daarna door betaalde abonnementen van hun diensten, maar is ook deels gefinancierd door FONGIT ("Fondation Genevoise pour l'Innovation Technologique"). In maart 2021 maakte Proton bekend dat de aandelen in het bezit van Charles Rivers Ventures aan FONGIT overgedragen waren.